# Ganeriinae
Famille
Les Ganeriinae sont une sous-famille d'étoiles de mer de la famille des Asterinidae, au sein de l'ordre des Valvatida.
Le statut de ce groupe est disputé, et constituait une famille à part entière jusqu'en 2020.

## Liste des genres
Selon World Register of Marine Species (15 février 2021) :
- genre Aleutiaster A.H. Clark, 1939 -- 1 espèce
- genre Cuenotaster Thiéry in Koehler, 1920 -- 1 espèce
- genre Cycethra Bell, 1881 - 3 espèces
- genre Ganeria Gray, 1847 - 3 espèces
- genre Perknaster Sladen, 1889 - 7 espèces
- genre Scotiaster Koehler, 1907 -- 1 espèce
- genre Vemaster Bernasconi, 1965 -- 1 espèce

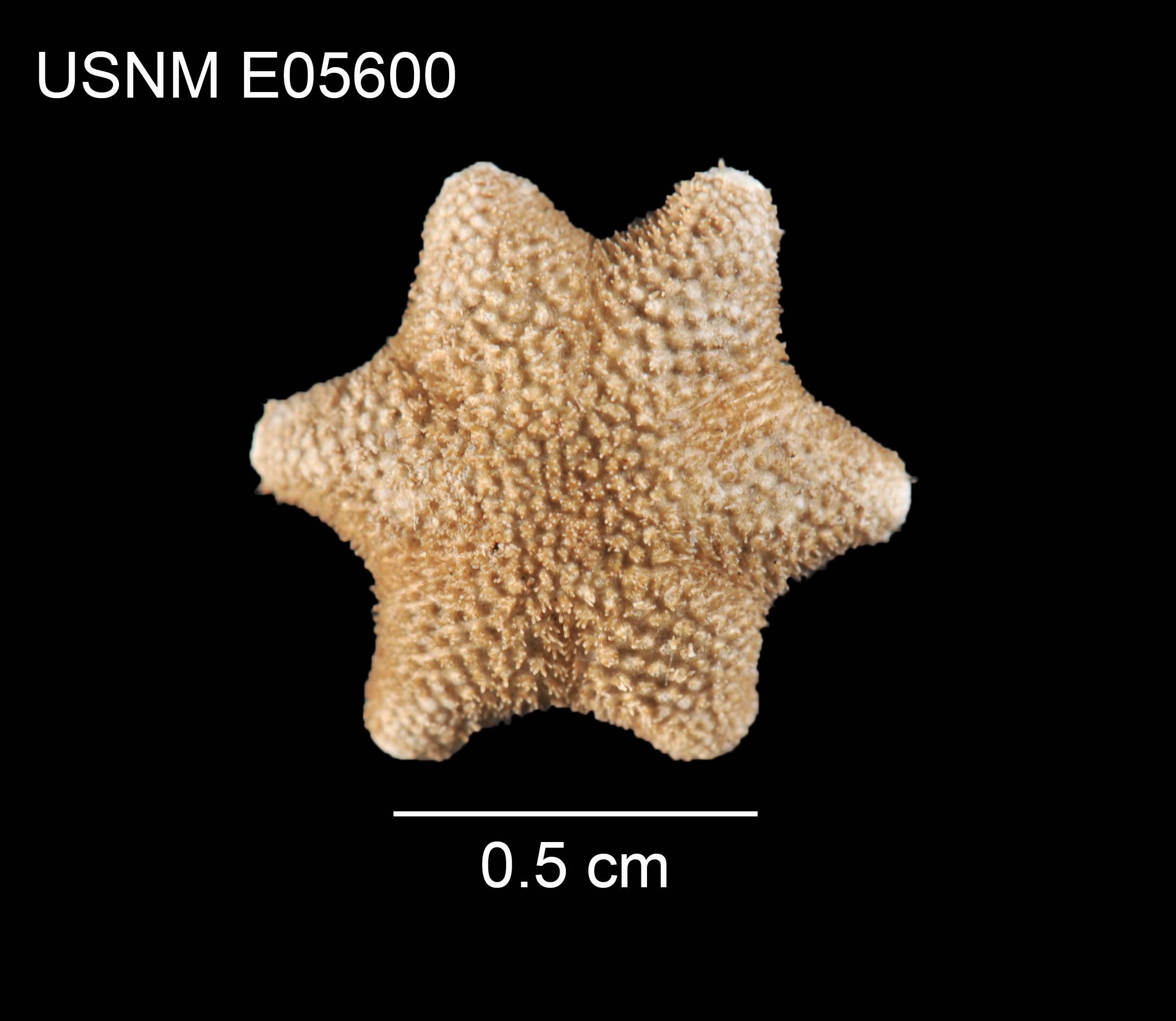
Aleutiaster schefferi (séchée, USNM).
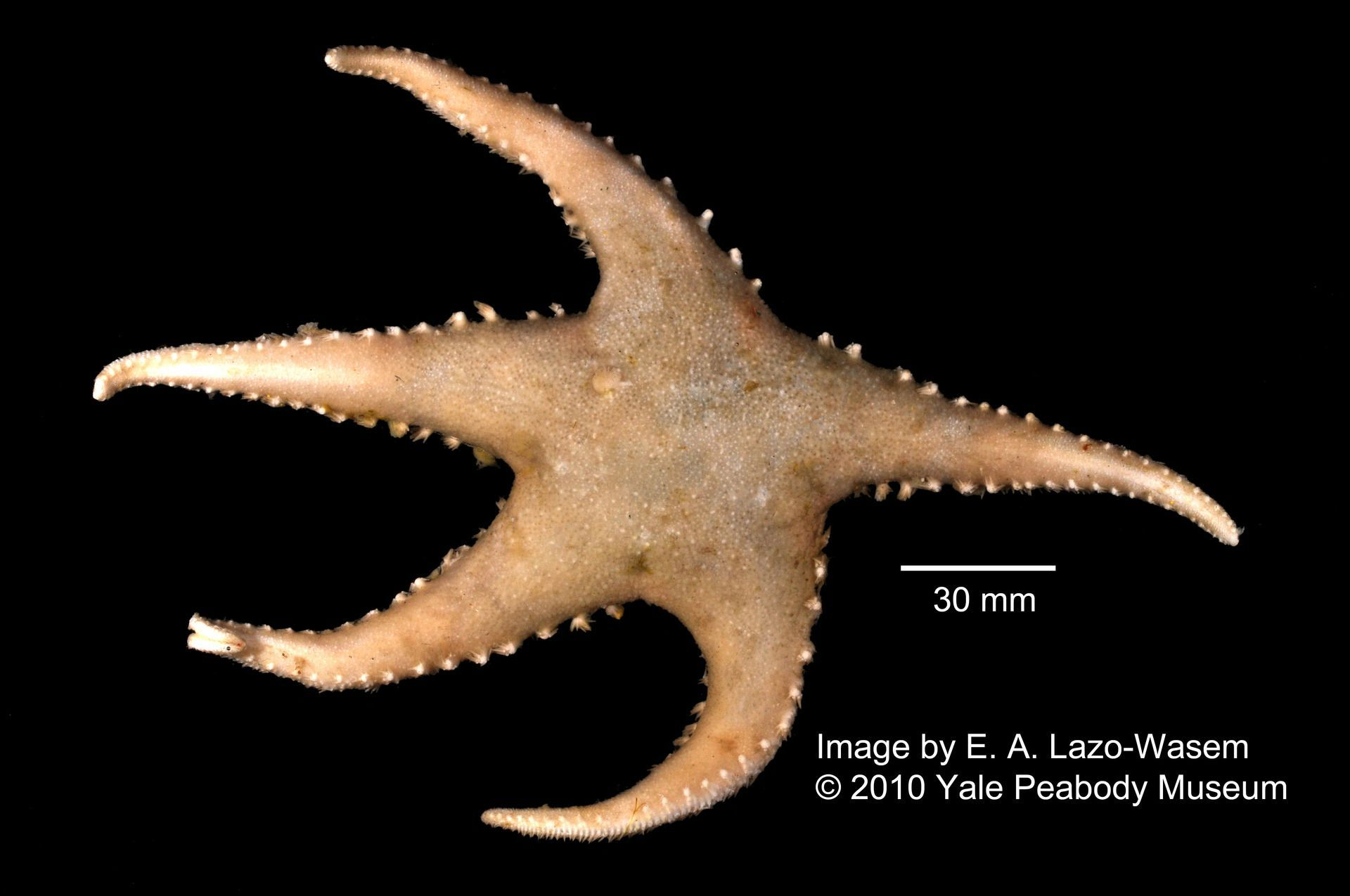
Cuenotaster involutus (fraîche).
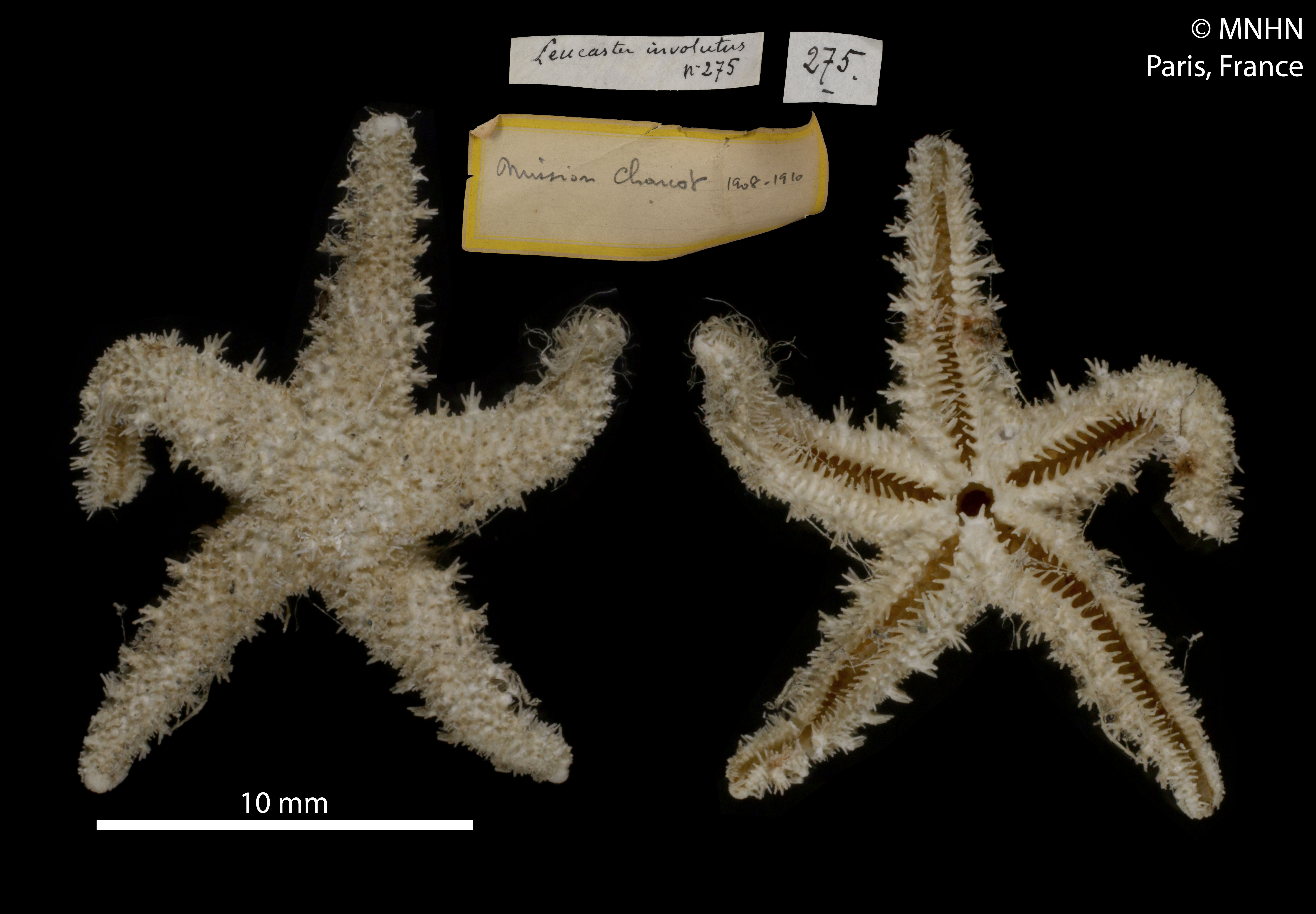
Cuenotaster involutus (holotype séché, MNHN).
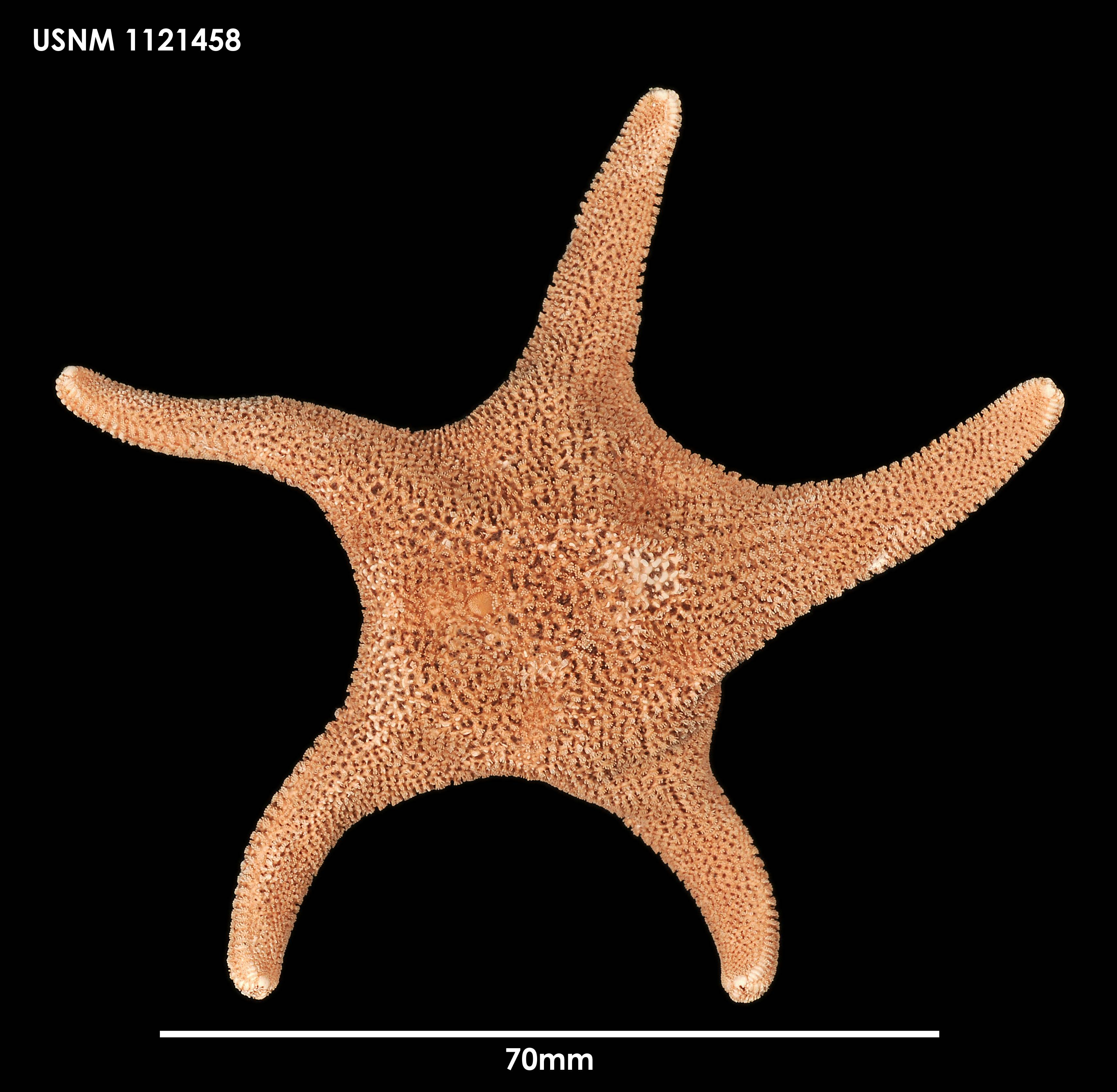
Cycethra verrucosa (idem, USNM).
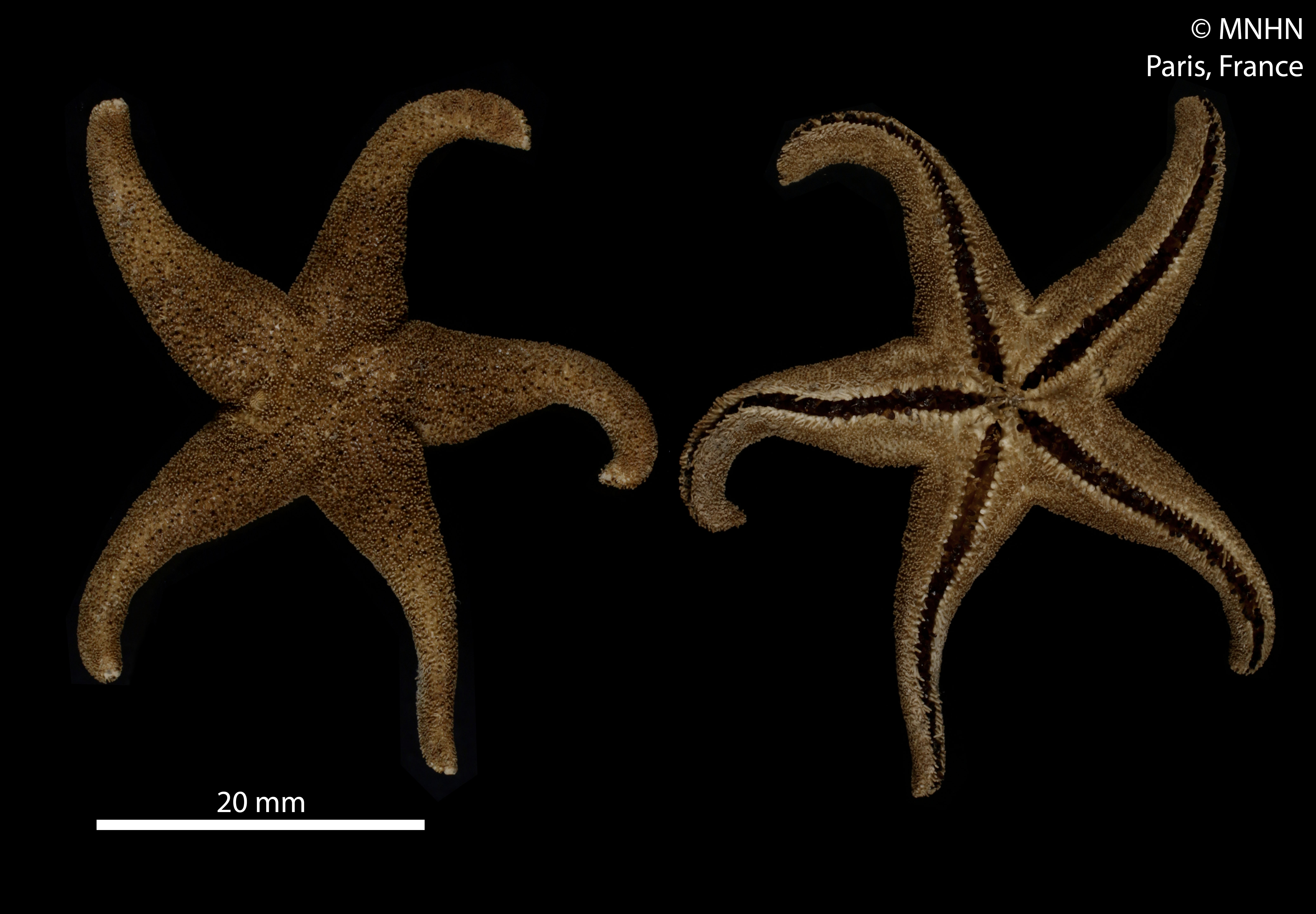
Perknaster aurantiacus (idem, MNHN).
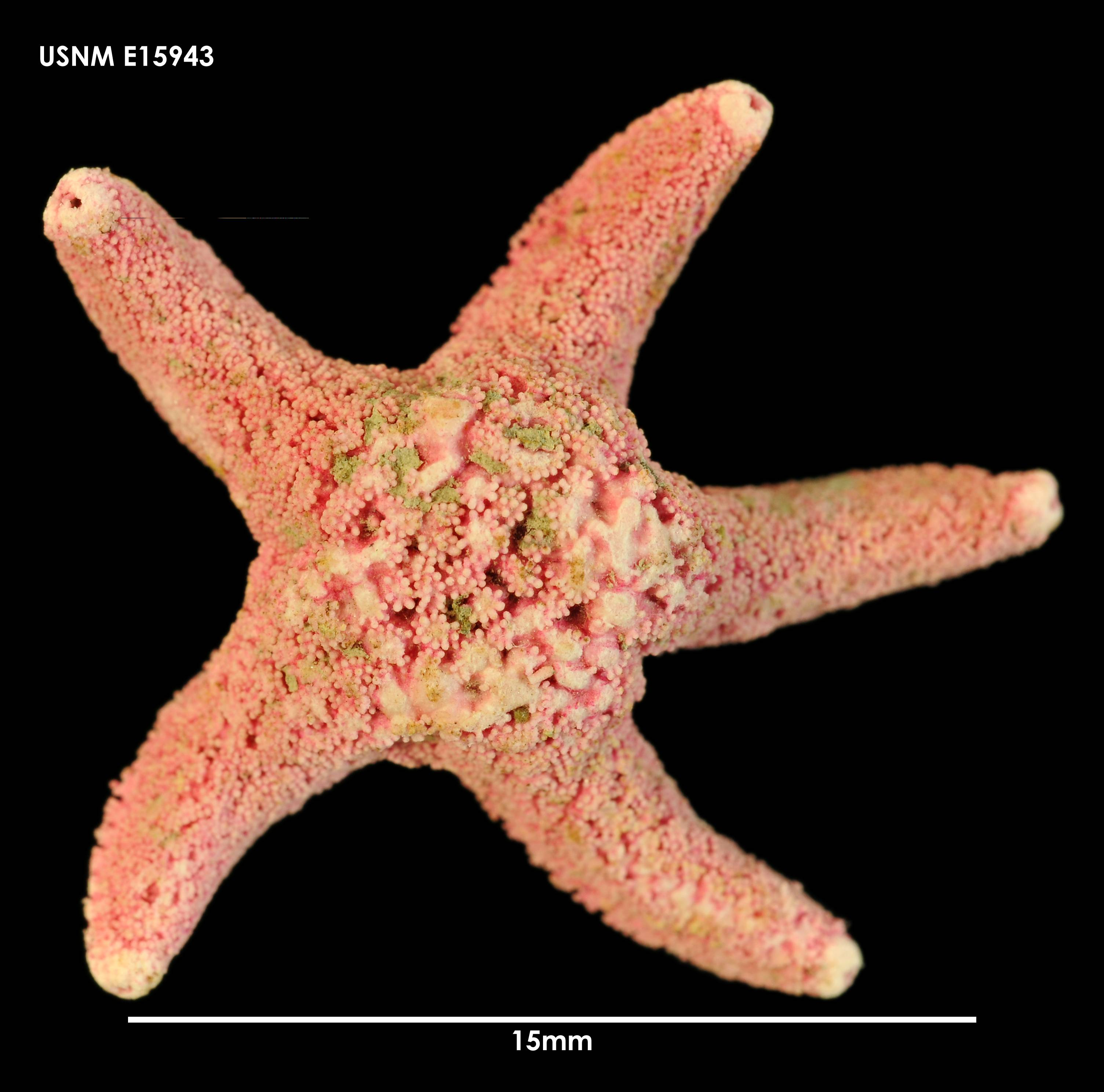
Vemaster sudatlanticus (idem, USNM).